# David-Andersen A/S
David-Andersen A/S är en norsk guldsmedsfirma, grundad 1876 av David Andersen.
Bland firmans främsta formgivare märks Gustav Gaudernack och Thorbjørn Lie-Jørgensen. Bland andra formgivare märks Arthur David-Andersen, Thorolf Holmboe, Ludwig Wittmann, Johan Simes och Ivar David-Andersen.